# Provincia Santiago del Estero

Localizarea provinciei în Argentina

Provincia Santiago del Estero (în spaniolă Provincia del Santiago del Estero) este una dintre provinciile Argentinei, localizată în partea nordică a statului. Capitala provinciei este orașul Santiago del Estero.